# Vickers Vespa
Il Vickers Vespa era un aereo biplano e monomotore progettato dall'azienda britannica Vickers intorno alla metà degli anni venti.
Realizzato, su iniziativa aziendale, seguendo le richieste indicate dall'Air Ministry nella specifica 30/24, il Vespa nasceva per ricoprire il ruolo di "aereo da cooperazione con l'esercito", termine usato all'epoca per indicare velivoli destinati alla ricognizione, all'osservazione dei tiri d'artiglieria (al fine di dirigere meglio il tiro verso il bersaglio), al supporto aereo ravvicinato ed al collegamento.

## Storia del progetto
Nel corso del 1924 l'Air Ministry emise diverse specifiche per la realizzazione di nuovi velivoli e la trentesima riguardava la richiesta per un aereo monomotore con il quale sostituire il Bristol F.2 Fighter, il cui progetto risaliva ai primi anni della Grande Guerra; la specifica venne successivamente integrata e soppiantata dalla successiva 20/25 con la quale si prevedeva anche la sostituzione dell'Airco DH.9A.
La Vickers decise di propria iniziativa di presentare il proprio Type 113 alle autorità ministeriali; questo si trovò a competere con altri quattro velivoli: l'Armstrong Whitworth Atlas, il Bristol Boarhound, il de Havilland DH.56 Hyena e lo Short Springbok.
Portato in volo per la prima volta nel settembre del 1925 con matricola civile "G-EBLD", il Vespa venne trasferito presso la base RAF Martlesham Heath per le prove ufficiali nel febbraio del 1926. Qui l'aereo mise in luce prestazioni velocistiche non particolarmente brillanti e risultò carente in quanto ad angolo di visuale da parte del pilota durante il volo a bassa quota.
Nel tentativo di migliorare le prestazioni del velivolo si provvide a sostituire l'originario motore Bristol Jupiter IV con un esemplare di Jupiter VI, accreditato di una potenza pari a 455 hp.
Il 24 giugno del 1926 il Vespa ebbe un incidente durante le prove per cause attribuite ad un malfunzionamento del motore: al termime di una manovra d'emergenza il pilota riuscì a salvarsi ma l'aereo risultò seriamente danneggiato. Pochi giorni dopo la Vickers ricevette la notizia della cancellazione dell'ordine per due esemplari sottoscritto nel precedente mese di novembre dalla Royal Air Force.
La Vickers non si diede per vinta e ricostruì l'aereo realizzandone la struttura alare interamente in materiali metallici; questa modifica comportò la variazione della designazione del Vespa: quella interna della fabbrica venne aggiornata in Type 119, mentre la denominazione commerciale fu modificata in Vespa II. L'impiego del motore Jupiter VI in combinazione con la nuova struttura alare consentì una considerevole variazione delle prestazioni dell'aereo, in particolare per quanto concerne la quota operativa il cui valore massimo raggiunse i 21 700 ft (pari a circa 6 600 m), con un incremento di circa1 400 ft (circa 430 m). Questa caratteristica, unita alle capacità STOL del nuovo Vespa, attirò le attenzioni di una delegazione militare boliviana in visita nel Regno Unito che nel 1928 decise di stipulare un contratto con la Vickers (recentemente trasformatasi in Vickers-Armstrongs) per la fornitura di sei esemplari del Vespa.
Questi sei aerei vennero identificati con la denominazione di Vespa III (quella interna fu Type 149) e incorporavano una lunga serie di migliorie rispetto alla precedente versione; in particolare l'ala venne completamente rivista grazie ad un lavoro di progettazione, che ne accomunò il disegno con quello dei modelli Vivid e Valiant, al termine del quale la struttura risultò ulteriormente irrigidita e contemporaneamente alleggerita rispetto a quella del Type 119.
Nel corso del 1929 la Vickers-Armstrongs ricevette un ordine per quattro Vespa da parte dell'Irish Air Corps: questi esemplari, dotati di motore Armstrong Siddeley Jaguar VIC da 490 hp, vennero identificati come Type 193 (Vespa IV) e furono seguiti l'anno successivo da altri quattro aerei, caratterizzati da modifiche di dettaglio e contraddistinti dall'installazione di un anello Townend intorno alle teste dei cilindri del motore Jaguar, la cui designazione venne variata in Type 208 (Vespa V).
Ancora nel corso del 1930 il primo esemplare di Vespa venne nuovamente modificato e portato allo standard progettuale della versione "III"; così modificato ed equipaggiato con motore Bristol Jupiter VIIF (da 530 hp) l'aereo venne denominato Type 210 (Vespa VI) e reimmatricolato "G-ABIL"; fu protagonista di una serie di voli dimostrativi realizzati nella Repubblica di Cina durante una missione commerciale, alla ricerca di nuovi acquirenti i cui risultati non furono tuttavia favorevoli. Rientrato nel Regno Unito l'aereo venne ulteriormente sottoposto a migliorie, tra le quali la principale consisteva nell'installazione di un motore Bristol Pegasus "S" sovralimentato.
Ridenominato Vespa VII (Type 250), l'aereo si aggiudicò il 16 settembre 1932 il nuovo primato mondiale di altitudine, volando a 43 974 ft (13 403 m); successivamente concluse la propria carriera nel Royal Aircraft Establishment presso il quale venne utilizzato per lo studio del volo in alta quota con motori sovralimentati ed eliche a passo variabile.

## Tecnica

### Cellula

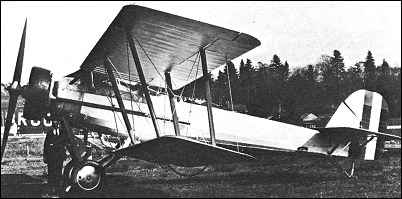
Vista laterale del Vickers Vespa.

Il primo esemplare di Vickers Vespa era un biplano monomotore, caratterizzato dalla configurazione alare sesquiplana, con disposizione sensibilmente scalata dei due piani alari.
La sottile fusoliera era sospesa tra i due piani alari, ai quali era collegata tramite una serie di strutture tubolari; le ali, realizzate in legno, erano tra loro collegate da una doppia coppia di montanti tra loro connessi da cavetti metallici disposti diagonalmente. Alle estremità posteriori di tutte le quattro semiali erano disposti gli alettoni, che occupavano circa la metà delle rispettive aperture.
La fusoliera, alla cui estremità anteriore era disposto il motore, ospitava gli abitacoli per i due membri dell'equipaggio disposti in tandem: quello anteriore per il pilota e quello posteriore per il navigatore. All'estremità posteriore si trovava l'impennaggio, in configurazione classica e di tipo monoplano: gli stabilizzatori erano controventati ed il timone si estendeva inferiormente anche al di sotto della trave di coda.
Il carrello d'atterraggio era di tipo classico, biciclo, con elementi monoruota; disposto in posizione sensibilmente avanzata, era costituito da tre elementi tubolari di cui due si collegavano direttamente alla fusoliera mentre il terzo era collegato alla superficie inferiore dell'ala più bassa. Al posteriore era presente un pattino d'appoggio di tipo rigido.
Nel Type 119 (Vespa II) la struttura alare venne completamente rivisitata: da questo momento le ali vennero realizzate in materiale metallico e rivestimento in tela; pur mantenendone l'apertura inalterata, la Vickers operò (a partire dalla versione Vespa III) un ampliamento della superficie, caratteristica che favorì l'impiego del Vespa alle quote più elevate, in funzione di favorevoli valori del carico alare. Sempre a partire dalla versione "II" del Vespa venne modificata la forma del timone cui venne eliminata la parte inferiore, raccordandone così le forme con quelle del cono posteriore della fusoliera.

### Motore
L'evoluzione del Vickers Vespa fu caratterizzata dalla costante revisione dell'unità motrice impiegata, la cui architettura rimase (in tutti i casi) inalterata nella configurazione radiale con raffreddamento ad aria: la dotazione originaria era costituita dal nove cilindri Bristol Jupiter IV, ben presto sostituito dalla più recente versione Jupiter VI, capace della potenza di 455 hp (pari a 339,29 kW) che equipaggiò sia la versione Vespa II che la Vespa III.
Gli esemplari acquistati dall'aeronautica militare irlandese (Vespa IV e V) furono dotati del quattordici cilindri a "doppia stella" Armstrong Siddeley Jaguar, accreditato della potenza di 490 hp (365,39 kW); dal punto di vista esteriore gli esemplari della serie "V" erano riconoscibili per l'impiego di un anello Townend che avvolgeva le teste dei cilindri.
Il primo esemplare del Vespa, già ricostruito come Vespa II, venne impiegato nel 1931 per dar vita alla versione Vespa VI: in quanto a motorizzazione la Vickers tornò alle origini, impiegando un Bristol Jupiter nella variante VIIF in grado di erogare la potenza di 530 hp (395,22 kW). Lo stesso aereo venne poi ulteriormente modificato, con denominazione Vespa VII: in questo caso venne installato il motore Bristol Pegasus "S" (nove cilindri, sovralimentato con compressore meccanico) che fonti dell'epoca accreditano di una potenza teorica al livello del mare pari a 1 100 hp (820,27 kW).

### Armamento
La dotazione delle armi nel Vespa risulta essere costituita da due mitragliatrici Vickers calibro .303 in (7,7 mm) e da due, non meglio specificate, "bombe leggere".

## Impiego operativo
Costruito complessivamente in quindici esemplari, il Vespa fu impiegato esclusivamente dall'aviazione militare irlandese, che ne mise in linea otto esemplari tra il 1930 e la metà dello stesso decennio, e da quella boliviana che ne acquistò sei nel corso del 1929.
Gli aerei boliviani sono gli unici Vespa a poter vantare un impiego operativo in azioni belliche, in quanto la Bolivia fu impegnata tra il 1932 ed il 1935 nella guerra del Chaco contro il Paraguay; non risulta che l'impiego del Vespa abbia avuto un ruolo significativo nel corso del conflitto.

## Versioni
- Vickers Type 113 - Vespa I: fu il primo esemplare costruito; caratterizzato dalla struttura alare in legno, era inizialmente dotato di motore Bristol Jupiter IV, in seguito sostituito con un altro Jupiter nella versione VI.
- Vickers Type 119 - Vespa II: in seguito ad un incidente di volo, il Type 113 venne ricostruito con sostanziali modifiche strutturali che prevedevano l'impiego esclusivo di materiali metallici nella realizzazione della struttura alare. Il motore rimase lo Jupiter VI.
- Vickers Type 149 - Vespa III: lotto di sei aerei realizzato per l'aeronautica militare boliviana, contraddistinti da una serie di modifiche alle ali, tese a migliorare le caratteristiche in volo dell'aereo.
- Vickers Type 193 - Vespa IV: prima serie di quattro esemplari realizzata per l'aviazione irlandese, equipaggiata con motore Armstrong Siddeley Jaguar.
- Vickers Type 208 - Vespa V: seconda serie, ancora una volta costituita da quattro velivoli, realizzata per gli irlandesi. Gli aerei si distinguevano dai Vespa IV solo per la presenza di un anello Townend intorno alle teste dei cilindri del motore radiale.
- Vickers Type 210 - Vespa VI: si tratta della terza denominazione attribuita al primo esemplare del Vespa; dotato di motore Bristol Jupiter VIIF, l'aereo venne utilizzato per un tour dimostrativo nella Repubblica di Cina che tuttavia non determinò la conclusione di trattative commerciali.
- Vickers Type 250 - Vespa VII: ultima designazione assunta, all'inizio degli anni trenta, dal primo aereo costruito; modificato espressamente per il volo in alta quota e dotato di motore sovracompresso Brisol Pegasus S, si aggiudicò il primato mondiale per il volo alla quota più elevata (13 403 m) nel settembre del 1932.

## Utilizzatori
Bolivia
- Fuerza Aérea Boliviana

 Irlanda
- Aer Chór na hÉireann

### Annotazioni
1. ↑  Letteralmente "Army cooperation aircraft".

### Fonti
1. 1 2 3  Vickers Vespa, in Уголок неба.
2. 1 2 3  Andrews, 1968, p. 206.
3. 1 2 3 4 5  Andrews, 1968, p. 199.
4. 1 2 3 4 5 6 7 8  Vickers Vespa, in "www.historyofwar.org".
5. ↑  G-EBLD, in "GINFO Search Results - Aircraft Register".
6. 1 2 3 4 5 6  Boroli e Boroli, 1983, p. 192.
7. 1 2 3 4 5 6 7  Andrews, 1968, p. 200.
8. 1 2 3  Andrews, 1968, p. 203.
9. ↑  Andrews, 1968, p. 205.
10. ↑  Andrews, 1968, p. 198.
11. ↑  Flight, 30/09/1932, p. 914.
12. ↑  Vickers Vespa, in Virtual Aircraft Museum.

### Pubblicazioni
- (EN) The Vickers "Vespa", in Flight, Sutton, Surrey - UK, Reed Business Information Ltd., 1º luglio 1926,  p. 390. URL consultato il 15 febbraio 2015.
- (EN) King's Cup Race, in Flight, Sutton, Surrey - UK, Reed Business Information Ltd., 4 agosto 1927,  pp. 537-548. URL consultato il 15 febbraio 2015.
- (EN) The Irish Free State Air Corps, in Flight, Sutton, Surrey - UK, Reed Business Information Ltd., 21 novembre 1930,  p. 1262. URL consultato il 15 febbraio 2015.
- (EN) The British Aircraft Industry - Vickers (Aviation) Limited, in Flight, Sutton, Surrey - UK, Reed Business Information Ltd., 21 novembre 1930,  pp. 1312-1314. URL consultato il 15 febbraio 2015.
- (EN) Vickers "Vespas" for Irish Free State and China, in Flight, Sutton, Surrey - UK, Reed Business Information Ltd., 20 marzo 1931,  p. 244. URL consultato il 15 febbraio 2015.
- (EN) World's altitude record for Britain, in Flight, Sutton, Surrey - UK, Reed Business Information Ltd., 30 settembre 1932,  pp. 912-914. URL consultato il 26 febbraio 2015.